# 빽가
빽가(BBAEKGA, 본명: 백성현, 白成賢, 1981년 5월 14일~)는 대한민국의 래퍼 겸 사진가이다. 3인조 혼성그룹 코요태의 멤버이며, 메인래퍼와 리드댄서를 맡고 있다.
1998년부터 백댄서로 활동하였고, 2004년에 코요태의 객원래퍼로 정식 데뷔하여 지금까지 코요태의 멤버로 활동하고 있다. 또한 By100이라는 필명의 사진작가로도 활동하고 있어, 코요태, 타이푼, 유리상자, 에픽하이 등의 음반 표지 촬영을 해주었다. 2009년 뇌종양을 앓았으나, 2010년 1월 22일 수술을 마쳤고 23일 일반병실로 옮겨 퇴원 후 몸을 회복했다.

## 성장 과정
- 고등학생 때 강도를 잡아서 용감한 고교생으로 신문 기사에 났었다.[2]
- 20대 초반 시절 자동차를 사고 싶어 어머니 도장을 훔쳐 할부로 자동차를 사서 눈덩이처럼 불어난 빚과 이자를 갚으려 신용카드 3개를 만들어 돌려막기를 하다 신용불량자가 됐었고, 마음대로 차를 마구 몰아 상상을 초월하는 금액의 교통범칙금을 내기도 했다.[3][4]

## 학력
- 서울공업고등학교(졸업)